# 요 소이 베티 라 페아
《요 소이 베티 라 페아》(스페인어: Yo soy Betty, la fea)는 1999년부터 2001년까지 방영된 콜롬비아의 텔레노벨라이다.